# Apple-peel-Syndrom
Das Apple-peel-Syndrom ist eine sehr seltene angeborene Fehlbildung mit Fehlen (Agenesie) der Dünndarmwurzel (Mesenterium) meist im Jejunum mit typischer spiralförmiger Anlage der unterentwickelten (hypoplastischen) Darmabschnitte.
Synonyme sind: Hereditäre Jejunalatresie; Apfelschalensyndrom; Darmatresie Typ IIIb; englisch Christmas tree deformity; Christmas tree intestinal atresia
Die Erstbeschreibung stammt aus dem Jahre 1961 durch die US-amerikanischen Chirurgen Thomas V. Santulli und W. A. Blanc.

## Verbreitung
Die Häufigkeit wird mit 1 – 5 Neugeborene pro 10.000 Geburten angegeben, es besteht eine familiäre Häufung.
Es existiert eine Assoziation mit Malrotation und Syndromen mit Mikrozephalie und Augenfehlbildungen wie dem Strømme-Syndrom (Apple-peel intestinal atresia-ocular anomalies-microcephaly syndrome) sowie weiteren Fehlbildungen.

## Ursache
Bei diesem Syndrom liegt eine intrauterine Obliteration (Verschluss) der Arteria mesenterica superior vor, so dass große Teile der Arterie und des Mesenteriums fehlen. Als Ursache kommen eventuell durch Volvulus oder Malrotation bedingte Gefäßverschlüsse infrage. Auch ein Mekoniumileus bei Neugeborenen mit Mukoviszidose kann eine Ursache sein.

## Klinische Erscheinungen
Klinische Kriterien sind:
- Hydramnion
- meistens Frühgeburt mit geringem Geburtsgewicht
- postpartales (galliges) Erbrechen
- zunehmende Auftreibung des Abdomens

## Diagnose
Die vor dem ersten Hindernis liegenden Darmschlingen sind gebläht, die betroffenen Darmabschnitte korkenzieherartig um ein Mesenterialgefäß gewunden mit multiplen Ischämien und Atresien. Die Dünndarmlänge ist (deutlich) verkürzt. Das Kolon ist zusammengefallen.
Bereits vorgeburtlich kann mittels Feinultraschall die Diagnose vermutet, Geburt und anschließende Vorgehensweisen geplant werden. Die pränatale sonografische Detektion bestimmt ein optimales peripartales Management.
In der Röntgen (Abdomenübersicht) werden die dilatierten Darmabschnitte, im Kolonkontrasteinlauf das Mikrokolon sowie die spiralförmigen Windungen des distalen Dünndarmes erkennbar.
Bei erhaltener Länge des Dünndarmes wäre das Duodeno-jejunal atresia with volvulus, absent dorsal mesentery, and absent superior mesenteric artery-Syndrom abzugrenzen.

## Therapie
Die Behandlung erfolgt operativ. Hauptproblem ist das Kurzdarmsyndrom, das bereits durch die Fehlbildung selbst vorliegt und durch die notwendigen Resektionen verstärkt wird. Die konservative Behandlung desselben ist unter Kurzdarmsyndrom#Behandlung (Therapie) erklärt.
Spezielle Operationsverfahren aus der operativen Behandlung des Kurzdarmsyndromes können in spezialisierten Zentren unmittelbar zur Anwendung kommen:
- longitudinale Darmverlängerung Longitudinal Intestinal Lengthening and Tailoring (LILT) nach Bianchi.[15]
- Transversale Darmverlängerung durch Serial Transversal Enterostomy Procedure (STEP) nach Kim.[16]

## Heilungsaussichten
Galt die Prognose vor wenigen Jahrzehnten noch als schlecht mit Versterben oft schon im Säuglingsalter aufgrund von Sepsis oder eines Kurzdarmsyndromes, so haben sich die Aussichten kontinuierlich verbessert.